# Voede
Voede, Vöde, Fai, ist eine besondere Form der Allmende, besonders in Westfalen. Bei der Foedewirtschaft wird das zugehörige Land in mehrjährigem Wechsel als Ackerland einmal für wenige Berechtigte und das andere Mal als Hude bzw. als Weideland für die Allgemeinheit genutzt. In Einzelfällen auch unspezifisch für „Allmende“ verwendet.

## Belege
1. ↑  Marga Koske: Geschichte der eingemeindeten Soester Stadtteile. In: Soester Zeitschrift 2000 112, S. 23–78, hier: 38